# Калинин (Смотровобудское сельское поселение)
Калинин — поселок в Клинцовском районе Брянской области, в составе Смотровобудского сельского поселения.

## География
Находится в западной части Брянской области на расстоянии приблизительно 3 км на юг-юго-восток по прямой от железнодорожного вокзала станции Клинцы.

## История
Возник в середине XIX века как хутор Сукинка. В середине XX века работал колхоз им. Калинина. В 1859 году здесь (хутор Новозыбковского уезда Черниговской губернии) учтено было 15 дворов. На карте 1941 года отмечен как поселение с 26 дворами.

## Население
Численность населения: 2 человека (1859), 74 человека (2002), 72 человека (2010), 64 человека (2013).
Будет упразднен как фактически не существующий в связи с переселением всех жителей на постоянное место жительства в другие населённые пункты